# Metallea robusta
Metallea robusta är en tvåvingeart som beskrevs av Aldrich 1926. Metallea robusta ingår i släktet Metallea och familjen Rhiniidae. Inga underarter finns listade i Catalogue of Life.